# یان-اولاف ایمل
یان-اولاف ایمل (آلمانی: Jan-Olaf Immel؛ زادهٔ ۱۴ مارس ۱۹۷۶) بازیکن هندبال اهل آلمان است.